# Samsung Galaxy S22

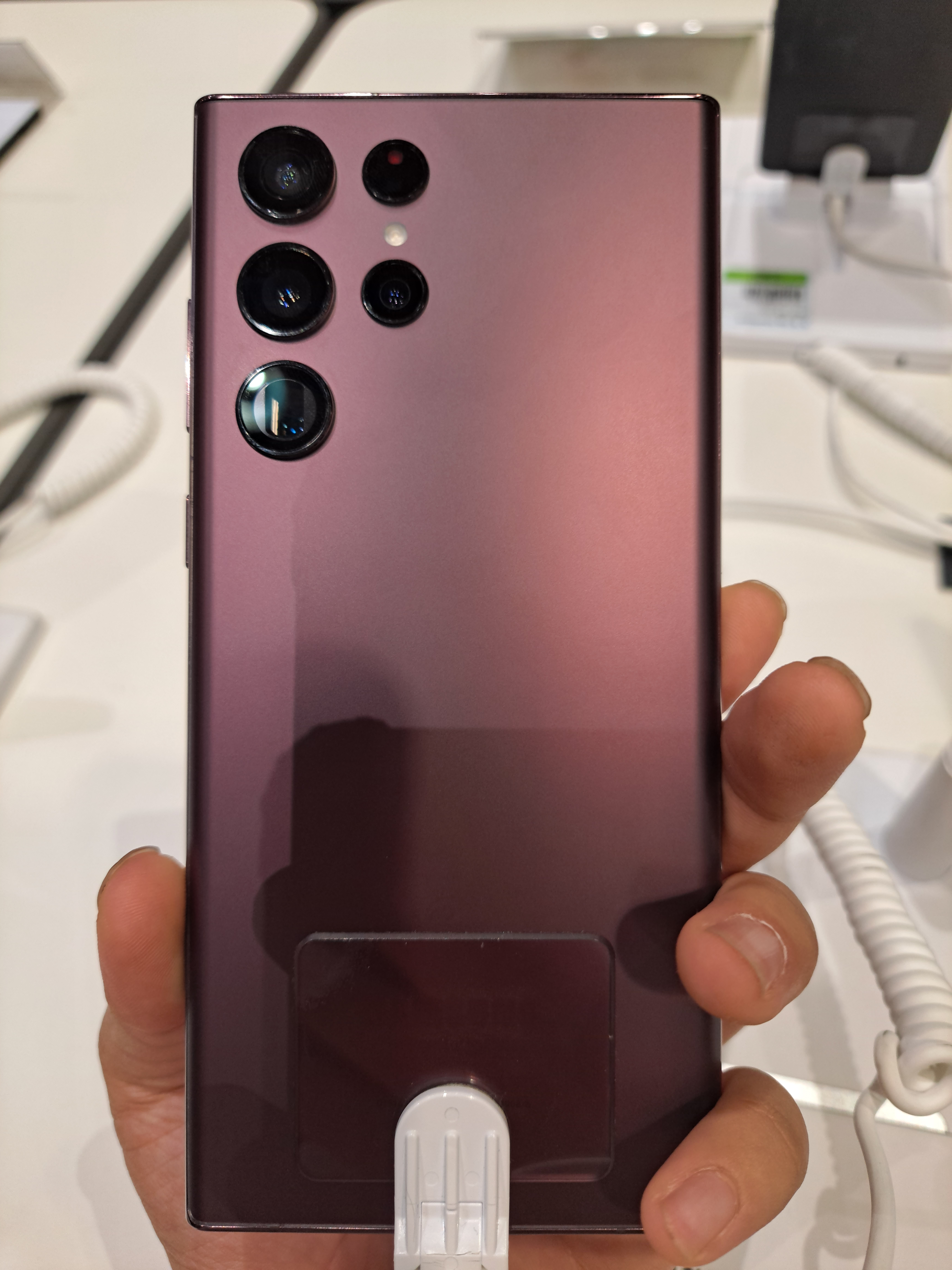
Galaxy S22 Ultra сзади

Samsung Galaxy S22 — линейка смартфонов на базе Android, разработанных, продаваемых и производимых компанией Samsung Electronics в рамках своей серии Galaxy S. Эта серия является преемником серий Galaxy S21 и Galaxy Note 20. Линейка была представлена на мероприятии Samsung Galaxy Unpacked 9 февраля 2022 года. Продажи начались 1 марта. Продажи в Российской Федерации были отменены.

## История
Серия Samsung Galaxy S22 была представлена 9 февраля 2022 года как преемник серии Galaxy S21.

## Характеристики

### Процессоры
Линейка S22 включает в себя три модели с различными техническими характеристиками оборудования: международные модели S22 используют чипы Exynos 2200, в то время как американские, корейские и китайские модели используют Qualcomm Snapdragon 8 Gen 1.

### Дисплей
Новая линейка состоит из трёх моделей с различными аппаратными спецификациями: S22 и S22+ соответственно оснащены 6.1-дюймовым экраном и 6.6-дюймовым «динамическим дисплеем AMOLED» с поддержкой HDR10+ и «динамическим отображением тона», а S22 Ultra оснащён 6.8-дюймовым 1440р Dynamic AMOLED 2X с технологией Vision Booster и пиковой яркостью 1750 нит. Дисплеи S22 и S22+ плоские по сторонам, в то время как версия Ultra имеет изогнутые стороны и соотношение сторон 20:9 с адаптивной частотой обновления от 1 до 120 Гц. Все модели используют модернизированный ультразвуковой датчик отпечатков пальцев на экране.

### Дизайн
Серия Galaxy S22 имеет дизайн, аналогичный предыдущим телефонам серии S, с дисплеем Infinity-O с круглым вырезом в центре вверху для фронтальной селфи-камеры. Все три модели используют стекло Gorilla Glass Victus+ для задней панели, в отличие от серии S21, в которой на меньшем S21 был пластик. Массив задней камеры на S22 и S22+ имеет металлическую окантовку, в то время как S22 Ultra имеет отдельный выступ объектива для каждого элемента камеры.

### Место хранения
S22 и S22+ предлагают 8 ГБ оперативной памяти, а S22 Ultra имеет 8 или 12 ГБ. 128 ГБ встроенной памяти являются стандартными для S22 и S22+, в то время как S22 Ultra предлагает 128 ГБ, 256 ГБ, 512 ГБ и 1 ТБ.

### Батареи
S22, S22+ и S22 Ultra содержат несъёмные Li-Ion батареи на 3700 мАч, 4500 мАч и 5000 мАч соответственно. Также устройства поддерживают функцию проводной зарядки до 45 Вт и беспроводной зарядки со скоростью до 25 Вт, а также возможность заряжать другие устройства S22 между собой.

### S Pen
Впервые в линейке Galaxy S в модели Galaxy S22 Ultra внутри корпуса смартфона встроен S Pen, как это было в линейке Galaxy Note. S Pen обладает большей чувствительностью по сравнению с последней моделью линейки Note, имеет наиболее быстрый отклик и также может использоваться беспроводным способом и соответственно выполнять беспроводные контекстные команды.

### Операционная система
Все три телефона работают на Android 12 вместе с One UI 4.1.

## Споры о регулировании производительности
Тестирование, проведенное утилитой эталонного тестирования Geekbench и СМИ Android Police, сообщило, что служба оптимизации игр Samsung (GOS) значительно снижает производительность устройства в ряде популярных приложений, исключая утилиты эталонного тестирования; один конкретный тест с использованием копии Geekbench 5, которая была модифицирована, чтобы выглядеть как Genshin Impact для GOS, зафиксировал потерю 45% в одноядерной производительности и 28% в многоядерной производительности по сравнению с неприкрытой копией утилиты на S22+. В ответ Geekbench навсегда исключил из своего списка всю линейку S22, S21 и S10. С тех пор Samsung выпустила обновление, позволяющее пользователям S22 отключать GOS на своих устройствах.